# Tommy Hottovy
Tommy Lee Hottovy (* 9. Juli 1981 in Kansas City, Missouri) ist ein ehemaliger US-amerikanischer Baseballspieler.

## Karriere
2004 begann Hottovy seine Laufbahn bei den Lowell Spinners, einer Minor-League-Mannschaft der Red Sox. In der darauffolgenden Saison wechselte er zu den Wilmington Blue Rocks. 2006 wechselte er während der Saison nach Portland und erreichte einen Earned Run Average (ERA) von 3,15 mit 10 Siegen und 10 Niederlagen. In den Jahren 2007 und 2008 spielte er für die Portland Seadogs und seit 2009 wird er als Relief Pitcher eingesetzt. Von 2009 bis 2011 spielte er für Lowell, Portland und die Pawtucket Red Sox, absolvierte insgesamt 76 Spiele und erlaubte 63 Runs in 136,1 Innings.
Am 3. Juni 2011 gab Hottovy sein Debüt für die Red Sox gegen die Oakland Athletics. Er machte acht Spiele für die Red Sox.
2012 wechselte er zu den Kansas City Royals, für die er neunmal auflief. Am 1. Oktober 2012 beendete er seine aktive Karriere bei den Kansas City Royals.